# Gesamtanlage Altstadt Horb

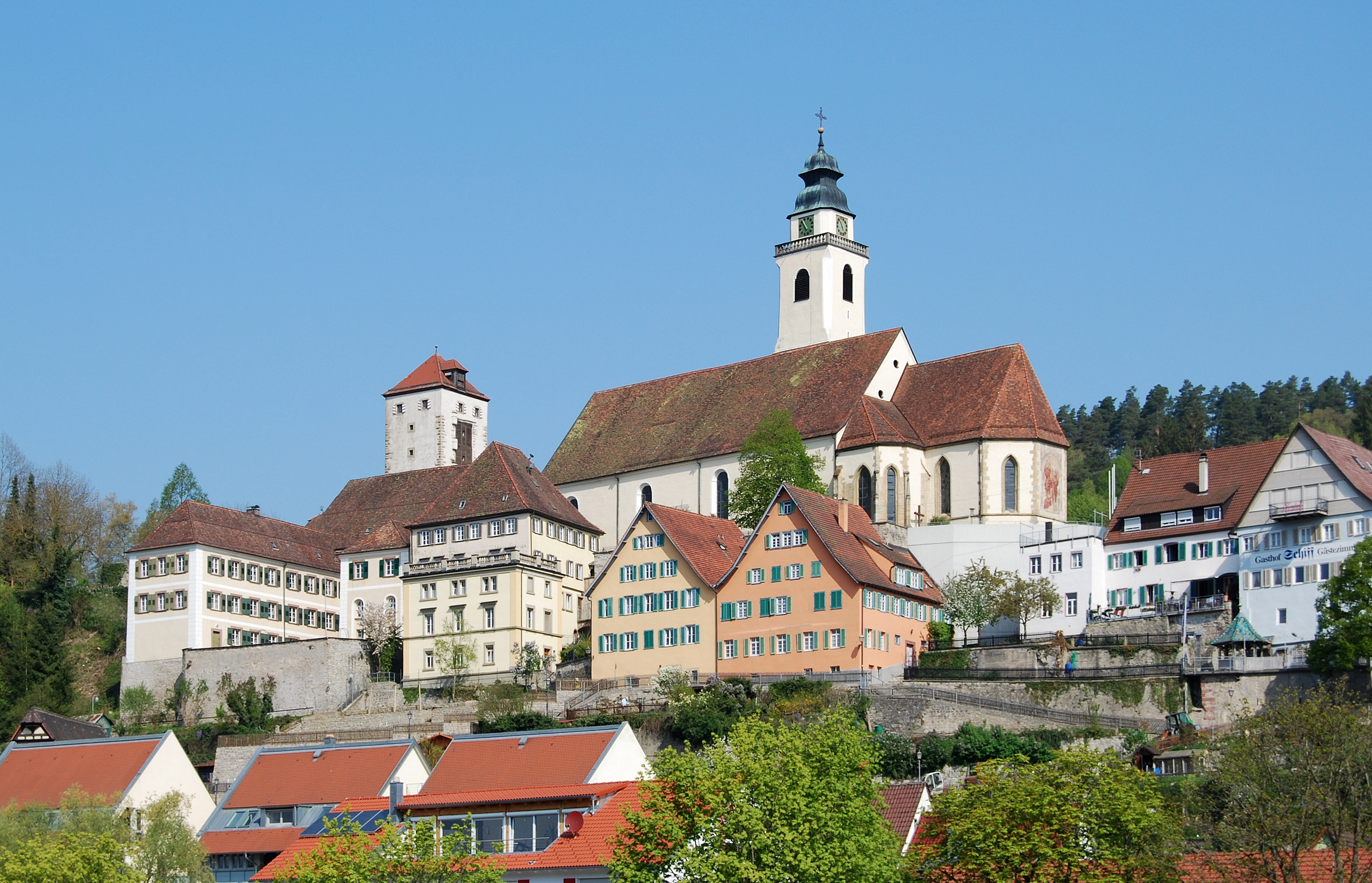
Altstadt von Horb

Die Gesamtanlage Altstadt Horb ist ein denkmalgeschütztes Ensemble in Horb am Neckar, einer Stadt im Landkreis Freudenstadt in Baden-Württemberg. Geschützt ist seit 1999 der Altstadtkern.

## Allgemeines
Gesamtanlagen schützen gemäß § 19 Denkmalschutzgesetz Baden-Württemberg Straßen-, Platz- und Ortsbilder, an deren Erhaltung aus wissenschaftlichen, künstlerischen oder heimatgeschichtlichen Gründen ein besonderes öffentliches Interesse besteht. Geschützt ist das überlieferte Erscheinungsbild der Gesamtanlage mit seinen Bestandteilen und Merkmalen. Neben Bauwerken zählen dazu auch Straßen- und Platzräume oder Grün- und Freiflächen. Schützenswert können außerdem die topographische Lage, der Ortsgrundriss oder eine Stadtsilhouette sein. Der Gesamtanlagenschutz umfasst bei Gebäuden nur die von außen sichtbaren Teile; bei Kulturdenkmalen innerhalb der Gesamtanlage, die zusätzlich nach anderen Bestimmungen des Gesetzes geschützt sind, ist darüber hinaus auch das Innere Gegenstand des Denkmalschutzes.

## Beschreibung
Die Gesamtanlage umfasst den auf dem Ausläufer eines Bergsporns über dem Neckartal und zu dessen Füßen gelegenen Altstadtkern, den zu beiden Seiten des Sporns in Neckar- und Grabenbachtal angelegten Vorstädten, den Freiflächen an den Hängen von Schütte- und Kuglerberg sowie der jüngeren Bebauung im Nordosten vor der ummauerten Stadt und auf der Neckarinsel. Die Kernstadt hat sich ihre mittelalterliche, beim Wiederaufbau nach einem Stadtbrand von 1725 überformte Struktur und Silhouette eindrucksvoll bewahrt. Stadtbildbestimmend sind immer noch der mächtige Bau der Stiftskirche zum Heiligen Kreuz und die über den steilen Hängen errichteten giebelständigen Wohnbauten. Aufgrund dieser Bedeutung ist die Altstadt von Horb eine Gesamtanlage gemäß § 19 Denkmalschutzgesetz, an deren Erhaltung ein besonderes öffentliches Interesse besteht.